# Małgorzata Kolankowska
Małgorzata Emilia Kolankowska (ur. 1978) – polska literaturoznawczyni, medioznawczyni, filolożka hiszpańska, tłumaczka przysięgła. 
Ukończyła dziennikarstwo (studia licencjackie) i ﬁlologię hiszpańską (studia magisterskie). W 2009 uzyskała stopień doktora nauk humanistycznych w dyscyplinie literaturoznawstwo za rozprawę pt. „Czerwony i Czarny. Polski spór o Chile w latach 1973–2006” (promotor: prof. Piotr Sawicki). 
Pracuje jako adiunkt w Instytucie Dziennikarstwa i Komunikacji Społecznej Uniwersytetu Wrocławskiego, a także w Akademickim Centrum Badań Ex-centrum Olgi Tokarczuk oraz Podyplomowym Studium Kształcenia Tłumaczy Języków Romańskich. Od 2021 jest pełnomocniczką dziekana ds. równego traktowania i przeciwdziałania dyskryminacji na Wydziale Filologicznym Uniwersytetu Wrocławskiego. Była też adiunktem w Wyższej Szkole Filologicznej we Wrocławiu.
W swoich badaniach zajmuje się prasoznawstwem, związkami między dziennikarstwem, literaturą i reportażem. Organizatorka ogólnopolskich konferencji poświęconych reportażowi i dydaktyce «Abre los ojos». Uczestniczka Festiwalu Reportażu.
Autorka kilkunastu artykułów z zakresu medioznawstwa i kulturoznawstwa w językach polskim i hiszpańskim. 
Członki komitetów redakcyjnych czasopism naukowych: Miguel Hernández Communication Journal, Revista Carácteres oraz Naukowego Przeglądu Dziennikarskiego. Członkini Red Internacional de Investigación "La memoria novelada".

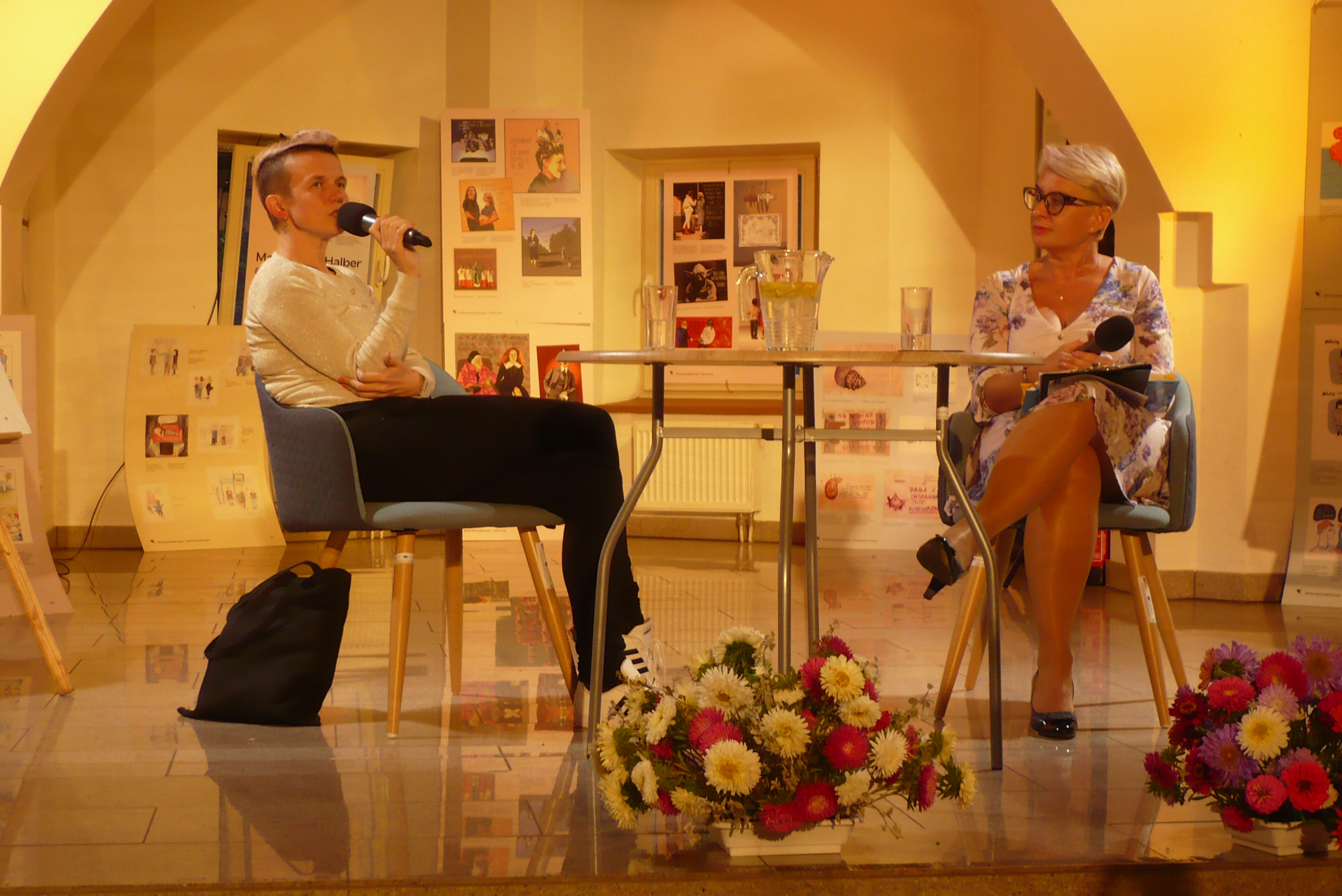
M. Kolankowska i  Joanna Ostrowska
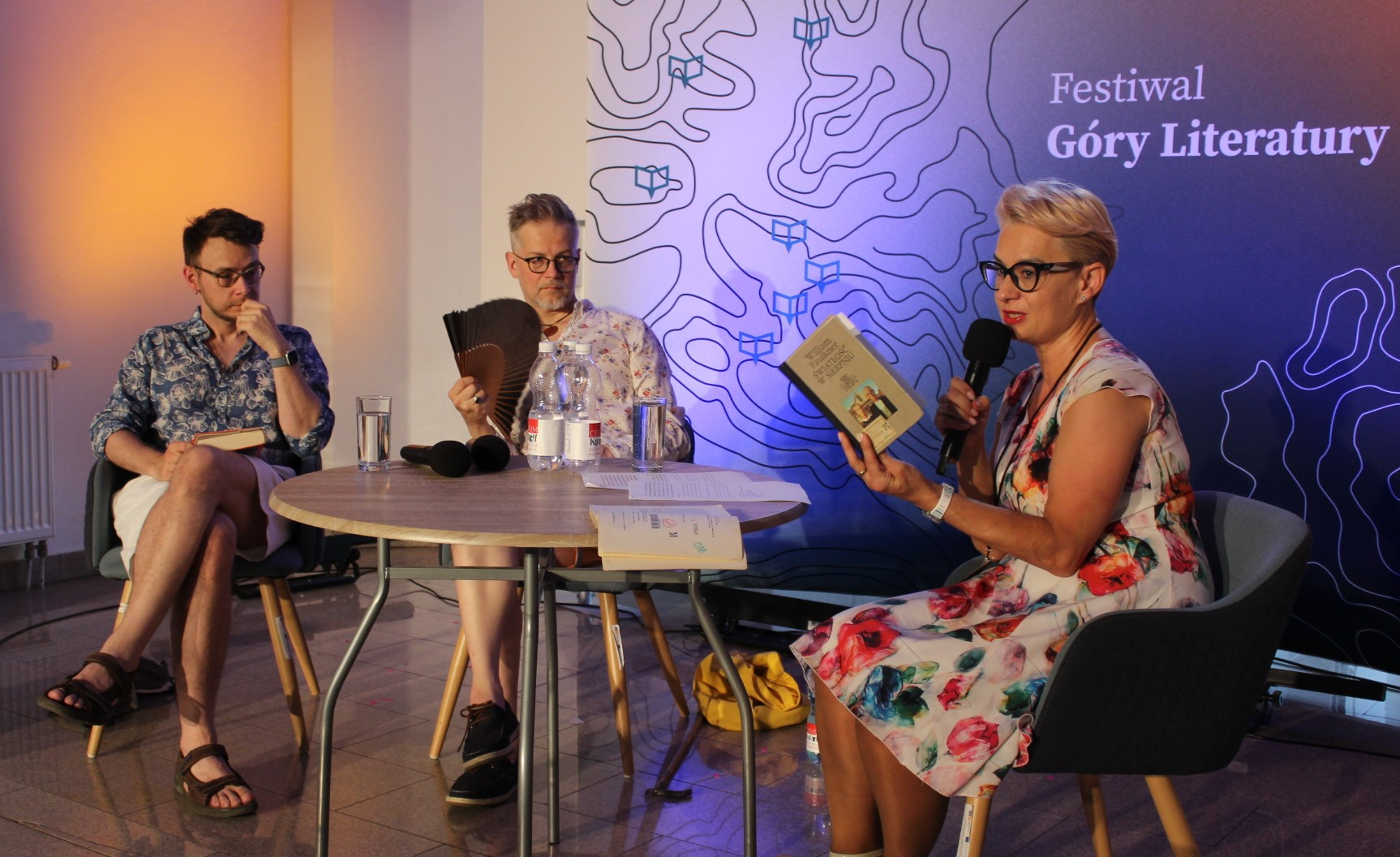
Piotr Tarczyński i Jacek Dehnel
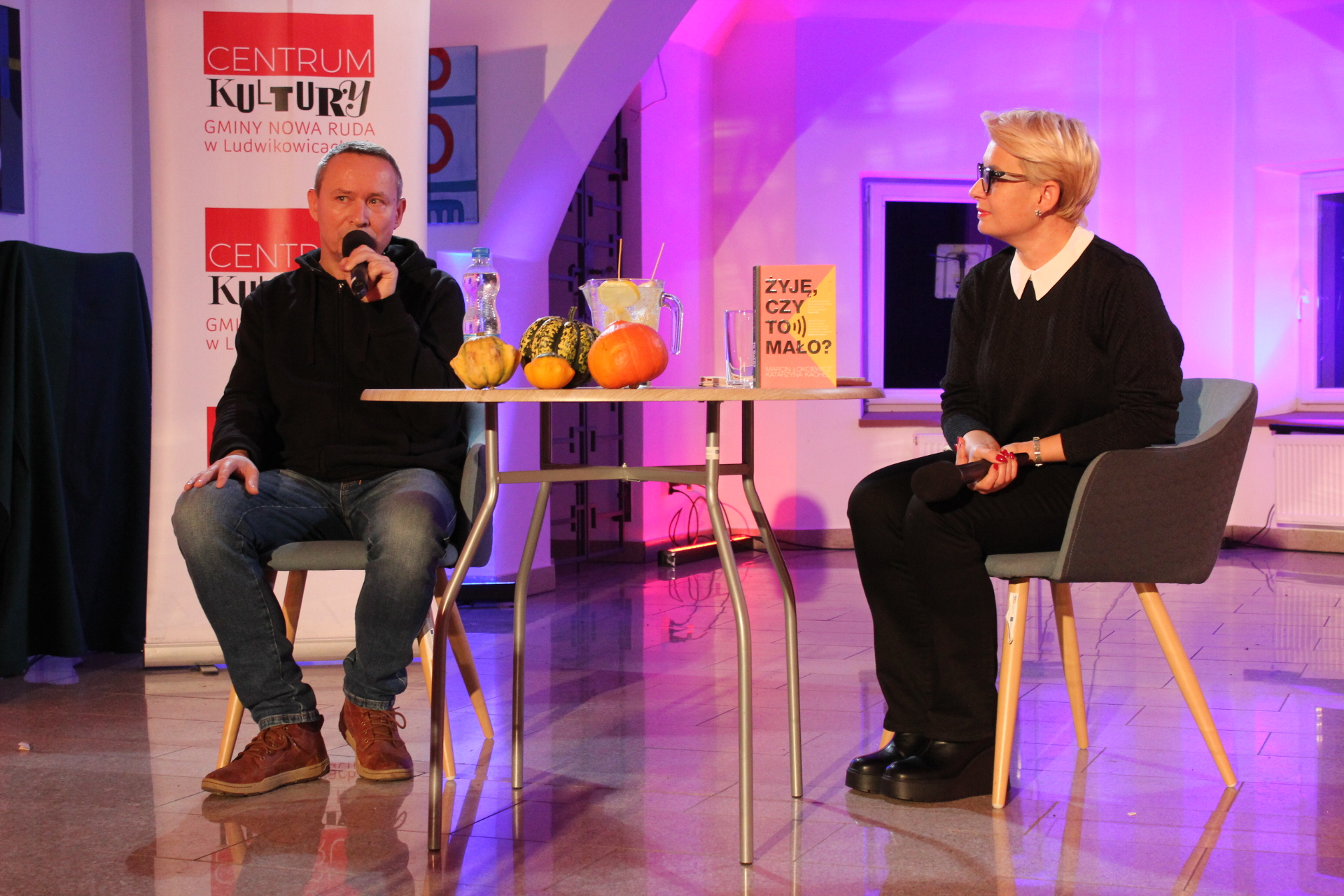
Marcin Łokciewicz i M. Kolankowska
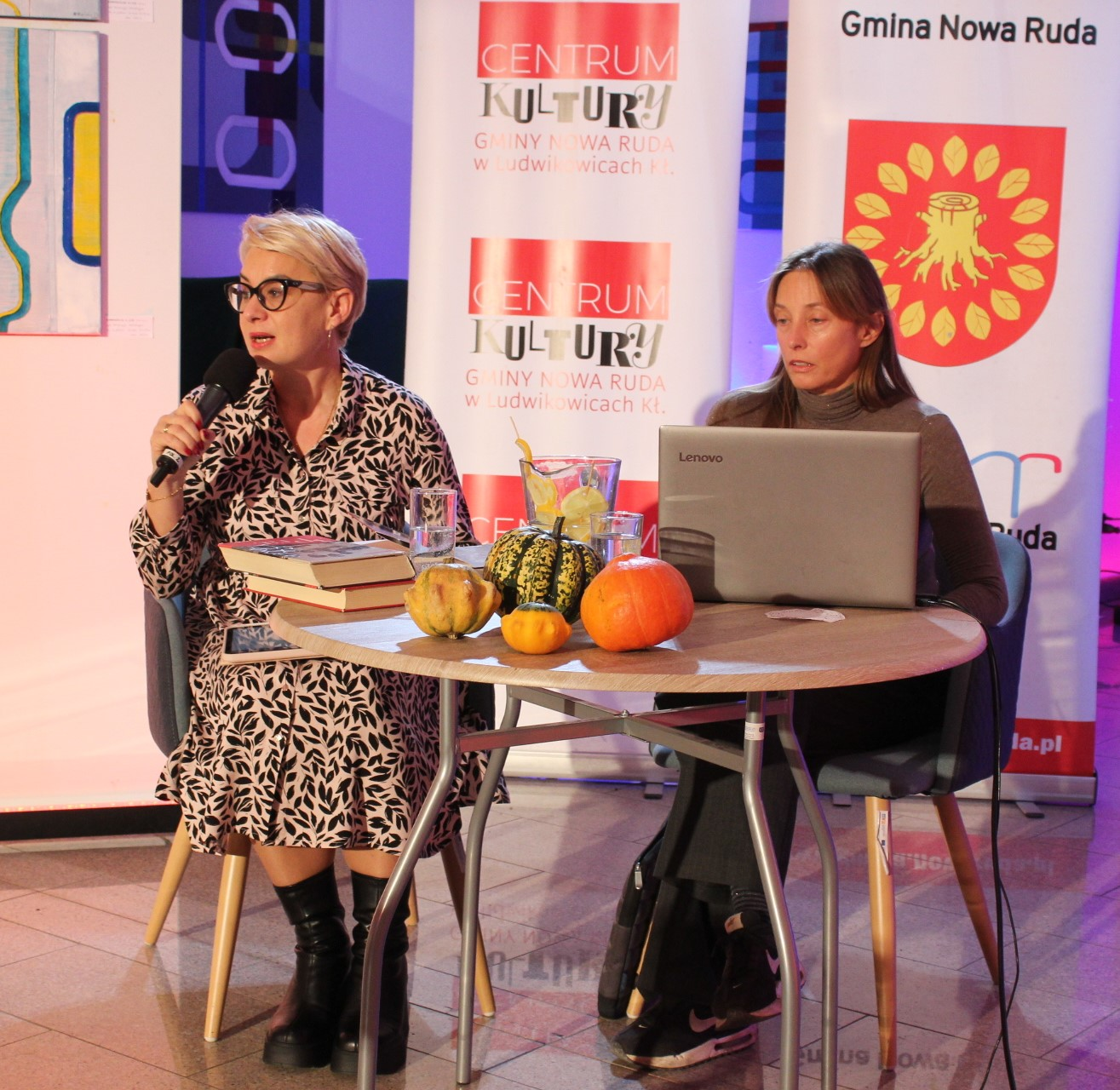
M. Kolankowska i Ludwika Włodek
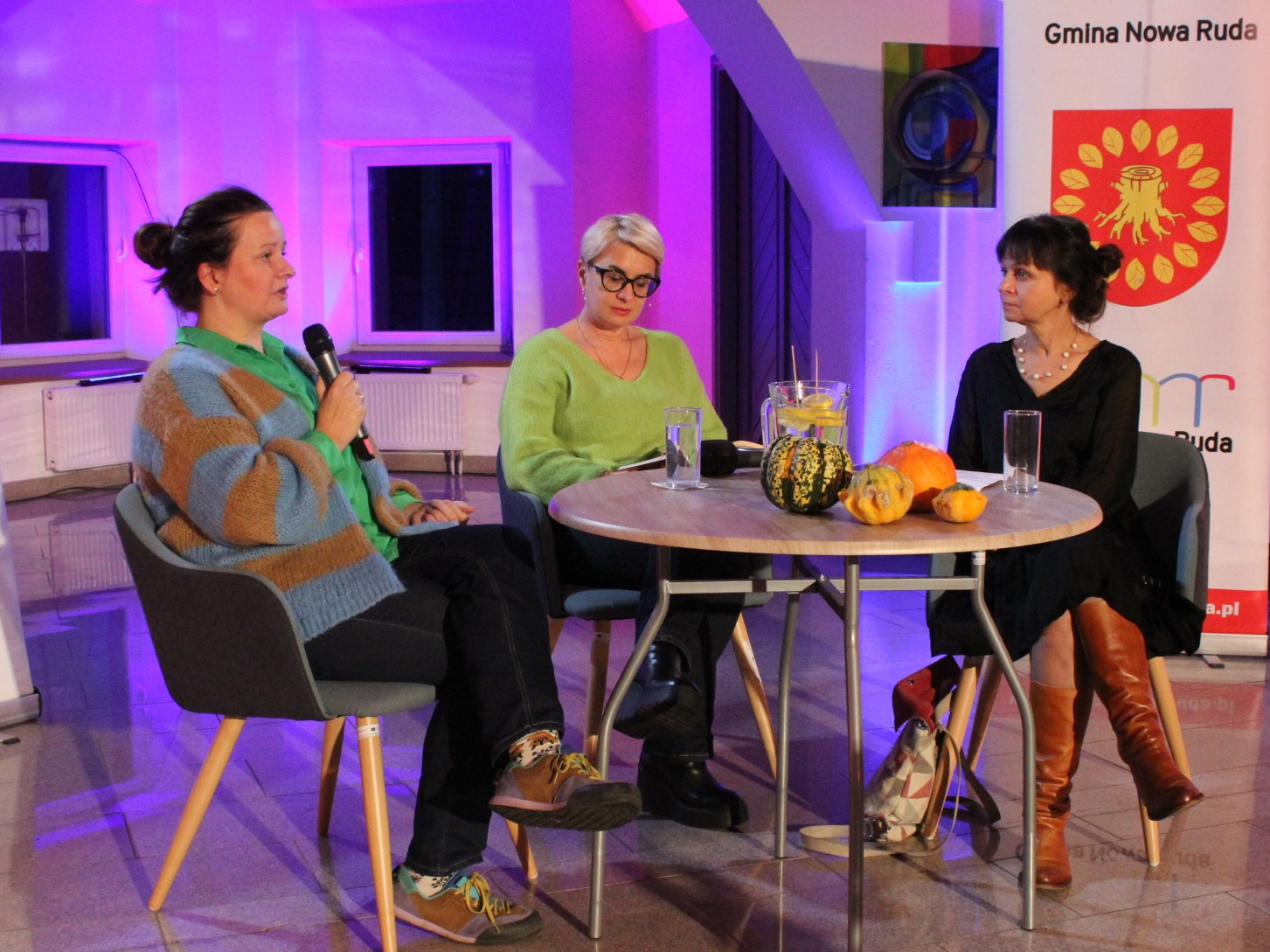
K. Kobylarczyk i Urszula Glensk
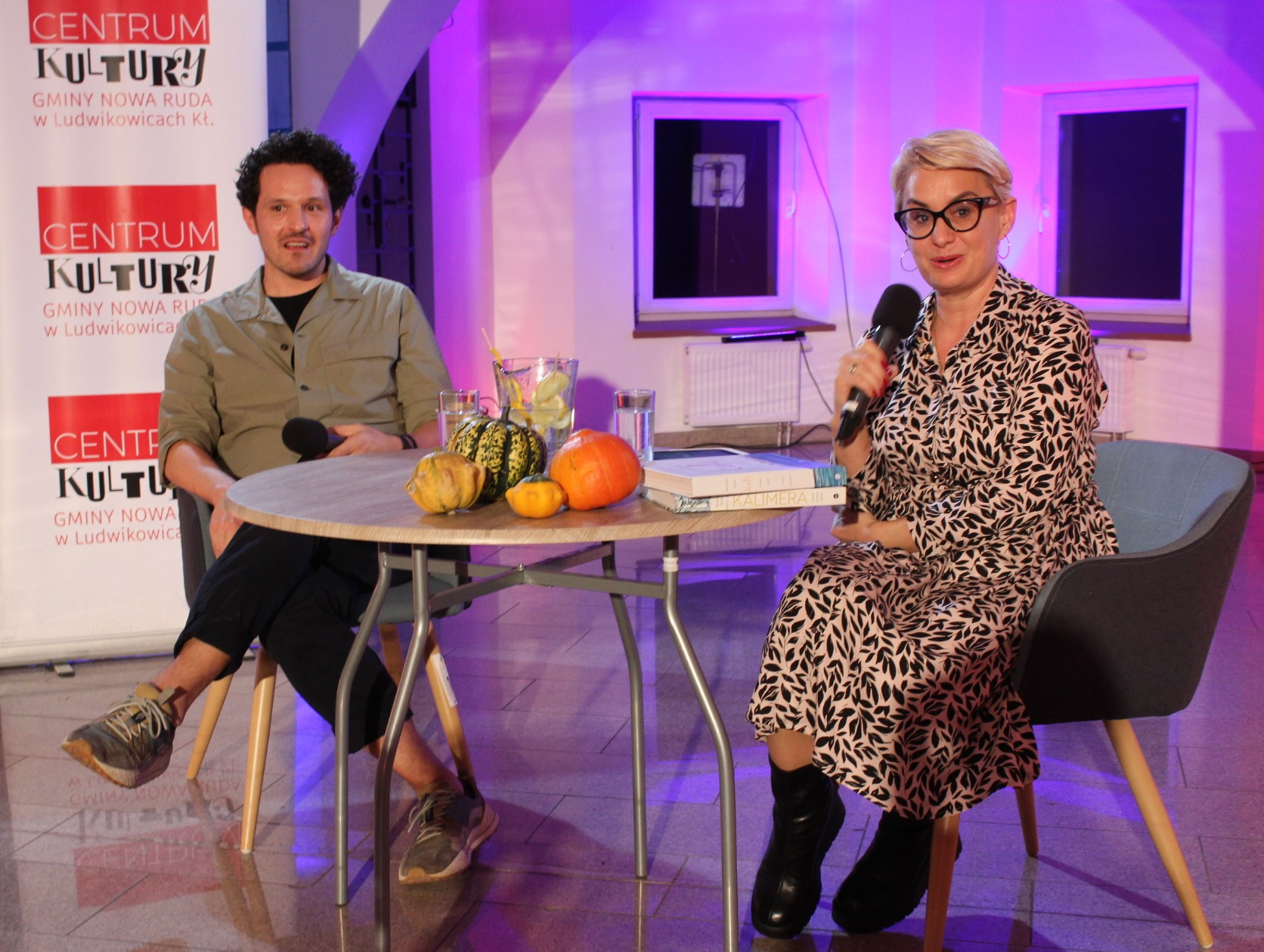
Dionisios Sturis i M. Kolankowska

## Publikacje
- Czerwony: Czarny polski spór medialny o Chile, Uniwersytet Warszawski, Warszawa 2013
- Portret kobiety w opowiadaniach dziesięciu hiszpańskich autorek, wybór[6] Małgorzata Kolankowska, Biuro Literackie, Wrocław  2014, ISBN 978-83-63129-56-9
- Wyspa: Mamo, przyjedźcie! Powiedzieli mi, że mam raka, Warszawa 2020, ISBN 978-83-952847-9-3[7]